# سفيري هولم
سفيري هولم (بالنرويجية البوكمول: Sverre Holm)‏ هو مغني وكاتب سيناريو وممثل نرويجي، ولد في 24 يوليو 1931 بدرامن في النرويج، وتوفي في 17 مارس 2005 في النرويج بسبب سرطان.

## وصلات خارجية
- سفيري هولم على موقع IMDb (الإنجليزية)
- سفيري هولم على موقع ميوزك برينز (الإنجليزية)
- سفيري هولم على موقع قاعدة بيانات الأفلام السويدية (السويدية)
- سفيري هولم على موقع ديسكوغز (الإنجليزية)
- سفيري هولم على موقع قاعدة بيانات الفيلم (الإنجليزية)
- سفيري هولم على موقع كينوبويسك (الروسية)